# آراکسل
آراکسل (به انگلیسی: RExcel) یک افزونه برای برنامه اکسل هست که به کاربر اجازه استفاده از بسته‌های آماری زبان برنامه‌نویسی آر را می‌دهد.
این افزونه تنها در مایکروسافت ویندوز (ویندوز اکس‌پی، ویندوز ویستا یا ویندوز ۷) با اکسل آفیس ۲۰۰۳، ۲۰۰۷ و۲۰۱۰ کار می‌کند.